# آجیت وارکی
آجیت وارکی (به انگلیسی: Ajit Varki)پزشک دانشمندی است که استاد برجسته پزشکی و پزشکی سلولی و مولکولی، مؤسس مرکز آموزشی و تحقیقاتی گلیکوبیولوژی در دانشگاه کالیفرنیا (سن دیگو) (UCSD) و بنیان‌گذار مرکز تحقیقات و آموزش دانشگاهی در انسان‌شناسی (CARTA) است.

## انتقال ذهن بر واقعیت (MORT)
وارکی ایده ای را که در سال ۲۰۰۵ توسط «دنی بروور» ر از دانشگاه آریزونا ارائه شده بود، در نظریه ای به نام انتقال ذهن بر واقعیت (MORT) توسعه داد که در دو نامه و دو کتاب  منتشر شده است. انتقال ذهن بر واقعیت یک مکانیسم فرگشتی برای توضیح ظهور رفتار انسان‌های مدرن و برخی از رفتارهای منحصربه‌فرد آنها از جمله نظریه ذهن گسترده و تمایل به انکار واقعیت پیشنهاد می‌کند.

## کتاب انکار: خودفریبی، باورهای نادرست و خاستگاه ذهن انسان
وارکی و «دنی بروور» (دنی بروور، متخصص ژنتیک حشرات، پروفسور و رئیس زیست‌شناسی مولکولی و سلولی در دانشگاه آریزونا، توسان بود. او در سال ۲۰۰۷ درگذشت) تمرکز بسیار عمیق و محدودی بر یک نوع خاص از خودفریبی داشتند و آن انکار مرگ است. آنها به جای اینکه صرفاً یک رویکرد روانشناختی به موضوع داشته باشند، از زاویه زیست‌شناسی فرگشتی نوشتند.
نویسندگان استدلال می‌کنند که این یک جهش بیولوژیکی نبود که بشریت را از سایر گونه‌ها متمایز کرد، بلکه یک جهش روانی بود: یعنی توانایی منحصر به فرد انسان برای انکارگرایی (انکار واقعیت) در مواجهه با شواهد غیرقابل بحث - از جمله ناآگاهی عمدی از مرگ‌های اجتناب ناپذیر خودمان. آگاهی از مرگ و میر خودمان می‌توانست اضطراب‌هایی ایجاد کند که منجر به اجتناب از خطرات رقابت برای تولید مثل - یک بن‌بست فرگشتی شود؛ بنابراین، انسان‌ها نیاز داشتند تا مکانیزمی برای غلبه بر این مانع ایجاد کنند: انکار واقعیت. در نتیجه این دمدمی مزاجی فرگشتی، ما اکنون هر جنبه ای از واقعیت را که مورد پسند ما نیست انکار می‌کنیم؛ بنابراین، اگر به انکار پیامدهای رویکردهای غیرواقعی در مورد همه چیز، از سلامت شخصی گرفته تا ریسک مالی و تغییر اقلیم ادامه دهیم، آنچه برای ایجاد گونه ما مؤثر بوده است، می‌تواند نابودی ما باشد. از سوی دیگر، انکار واقعیت به ما ویژگی‌های باارزشی زیادی می‌دهد، مانند خوش‌بینی، اعتماد به نفس، و شجاعت در مواجهه با مشکلات طولانی. انکار که در ادای احترام به تفکر اصلی بروور ارائه شده است، هشداری قدرتمند در مورد خطرات ذاتی توانایی قابل توجه ما در نادیده گرفتن واقعیت ارائه می‌دهد - هدیه ای که یا به سقوط ما منجر می‌شود یا همچنان بزرگ‌ترین دارایی ما خواهد بود.